# Jezus bij Martha en Maria
Jezus bij Martha en Maria is een schilderij van de Antwerpse kunstschilder Joachim Beuckelaer, geschilderd in 1565, olieverf op eikenhout, 113 × 163 centimeter groot. Het schilderij toont Martha van Bethanië en twee bedienden, terwijl op de achtergrond Jezus lesgeeft aan een groep mensen. De afbeelding is gebaseerd op het Bijbelse bezoek van Jezus Christus aan Martha en Maria van Bethanië. Het bevindt zich tegenwoordig in de Koninklijke Musea voor Schone Kunsten van België te Brussel, dat het in 1910 aankocht.

## Context
Joachim Beuckelaer was de neef en leerling van kunstschilder Pieter Aertsen. Hij legde zich toe op genrestukken, en in het bijzonder specialiseerde hij zich op markttaferelen. Vermogende klanten hadden een voorkeur voor schilderijen die een alledaags tafereel afbeelden, maar die tegelijkertijd niet inboetten aan religieuze ondertonen. Het was belangrijk voor deze welgestelde burgers dat de schilderijen een morele les toonden, maar tegelijkertijd ook goed bij de wereldse realiteit van hun interieurs pasten. Het Bijbelse verhaal over het bezoek van Jezus aan Martha en Maria (Lucas 10: 38-42) bood kunstschilders mogelijkheden om zowel wereldse als religieuze thema's in één en hetzelfde schilderij af te beelden, wat aansloot bij de wensen van hun klanten. Het was dan ook vanaf het midden van de 16e eeuw een populair thema voor schilderijen.

## Afbeelding
Het schilderij beeldt het bezoek van Jezus aan Martha en Maria af, maar verlegt het perspectief van de lesgevende Jezus naar de wereldse arbeid van Martha. Jezus, aan het zicht onttrokken door een zuil, geeft op de achtergrond van het schilderij les in de goddelijke leer aan een klein afgebeelde groep mensen. Op de voorgrond zijn Martha en twee bedienden aan het werk.